# NGC 756
NGC 756 é uma galáxia lenticular (S0) localizada na direcção da constelação de Cetus. Possui uma declinação de -16° 42' 27" e uma ascensão recta de 1 horas, 54 minutos e 29,0 segundos.
A galáxia NGC 756 foi descoberta em 1886 por Frank Leavenworth.